# Huitiupán
Huitiupán är en ort i Mexiko.   Den ligger i kommunen Huitiupán och delstaten Chiapas, i den sydöstra delen av landet, 700 km öster om huvudstaden Mexico City. Huitiupán ligger 306 meter över havet och antalet invånare är 2 857.
Terrängen runt Huitiupán är kuperad åt sydväst, men åt nordost är den bergig. Huitiupán ligger nere i en dal. Runt Huitiupán är det ganska tätbefolkat, med 104 invånare per kvadratkilometer. Närmaste större samhälle är Simojovel de Allende, 4,7 km sydväst om Huitiupán. Omgivningarna runt Huitiupán är en mosaik av jordbruksmark och naturlig växtlighet.